# Steinbach (Ybbs)
Der Steinbach ist ein Fluss in den Göstlinger Alpen in Niederösterreich.
Der Steinbach entsteht aus der Vereinigung des Windischbaches mit dem Wandeckbach unweit des Schlosses Steinbach. Er ist linker Nebenfluss der Ybbs, in die er knapp vor Göstling an der Ybbs mündet. Etwa auf halbem Weg zwischen dem Schloss Steinbach und der Mündung in die Ybbs durchfließt der Bach eine als Naturdenkmal geschützte Klamm, Die Not (oder Die Noth). Die Straße durch das Steinbachtal befindet sich in diesem Abschnitt in einem Tunnel.
Der Steinbach hat ein Einzugsgebiet von 49,8 Quadratkilometer. Seine größten Nebenbäche sind der Hundsaubach und der Hagenbach.
In seinem Tal befindet sich auch die II. Wiener Hochquellenwasserleitung. Mit Genehmigung durch Freiherr Albert Salomon Anselm von Rothschild wurde dafür am Steinbach auch ein provisorisches Wasserkraftwerk errichtet, das den elektrischen Strom für die im Tunnelbau eingesetzten Bohrmaschinen der Siemens & Halske AG lieferte. Beim Bau des Stollens durch die Göstlinger Alpen wurde für den Transport von Baumaterialien und für den Abtransport von Abraum auch eine elektrische Feldbahn mit 750 Millimetern Spurweite eingesetzt.